# Philedia punctomacularia
Philedia punctomacularia là một loài bướm đêm trong họ Geometridae.